# Geotrupes amoenus
Geotrupes amoenus är en skalbaggsart som beskrevs av Jacobson 1893. Geotrupes amoenus ingår i släktet Geotrupes och familjen tordyvlar. Inga underarter finns listade i Catalogue of Life.